# Liste von Sakralbauten in Herford
In der Liste von Sakralbauten in Herford sind Kirchengebäude, Gottesdiensträume in freikirchlichen Gemeindehäusern, Moscheen und Synagogen sowie ehemalige Kirchen, Kapellen und Klöster im heutigen Stadtgebiet von Herford aufgeführt. Kapellen und Gottesdiensträume in Krankenhäusern, Heimen o. ä. sind nicht berücksichtigt.
Gegen Ende des Mittelalters waren in Herford mehr als 20 sakrale Bauwerke und Einrichtungen verzeichnet. Fast alle damaligen klösterlichen Orden gründeten geistliche Niederlassungen in der Stadt. Die Zahl der Stifte und Klöster war ähnlich der in den benachbarten Bischofsstädten Osnabrück, Minden und Paderborn. Bis zum Ende des 15. Jahrhunderts entstanden ca. 37 Kirchen, Kapellen, Stifte, Klöster, Hospitäler und kirchliche Häuser (als selbständige Gebäude). Damit war das geistliche Leben dort mit Köln zu vergleichen. In Quellen ist die Rede vom „heiligen Herford“, „Sancta Herfordia“ und dem „Hilligen Hervede“. Der Begriff wurde vermutlich von dem aus Herford stammenden päpstlichen Protonotar Hermann Dwerg geprägt.
Die Begräbnisstätten in Herford befinden sich in der Liste der Friedhöfe in Herford.

## Evangelische Kirchen
| Bild | Name                 | Gemeinde          | Stadtteil Stadtviertel           | Adresse               | Bauzeit         | Besonderheiten |
| ---- | -------------------- | ----------------- | -------------------------------- | --------------------- | --------------- | --- |
|      | Herforder Münster    | Herford-Mitte     | Altstadt                         | Münsterkirchplatz 4   | 1220–1250       | erster Großbau einer Hallenkirche in Deutschland und heute mit Einschränkung die größte Hallenkirche in Westfalen. (Der deutlich größere Paderborner Dom wurde mit einem basilikalen westlichen Chorjoch begonnen und anschließend ab 1231 als gotische Hallenkirche weitergebaut). |
|      | Johanniskirche       | Herford-Mitte     | Neustadt                         | Neuer Markt 1         | 1250–1370       | |
|      | Jakobikirche         | Herford-Mitte     | Radewig                          | Radewiger Straße 12   | 14. Jahrhundert | |
|      | Marienkirche         | Marien Stift Berg | Neustädter Feldmark, Stiftberg   | Stiftbergstraße 30–32 | 1290–1350       | |
|      | Petrikirche          | Petri, ev.-ref.   | Neustadt                         | Wilhelmsplatz 4       | 1901            | evangelisch-reformierte Kirche |
|      | Kreuzkirche          | Kreuz             | Neustädter Feldmark, Friedenstal | Hessestraße 3         | 1965            | |
|      | Christuskirche       | Emmaus            | Neustädter Feldmark              | Glatzer Straße 5d     | 1958            | |
|      | Markuskirche         | Emmaus            | Neustädter Feldmark              | Landsberger Straße 2  | 1962            | |
|      | Thomaskirche         | Emmaus            | Schwarzenmoor                    | Senderstraße 76       | 1931            | Das Gemeindehaus wurde 1962 zur Thomaskirche umgewidmet. |
|      | Trinitatiskirche     | Emmaus            | Falkendiek                       | Hombergstraße 82      | 1934            | seit 1962 als Kirche genutzt, 2008 entwidmet. Das Gebäude steht aber weiterhin für Gottesdienste zur Verfügung. |
|      | Auferstehungskirche  | Laar              | Laar                             | Laarer Straße 299     | 1962            | |
|      | Friedenskirche       | Elverdissen       | Elverdissen                      | Turmstraße 53         | 1914            | |
|      | Kirche Herringhausen | Herringhausen     | Herringhausen                    | Zum Grünen Wald 12    | 1962            | |

## Katholische Kirchen
| Bild | Name                 | Gemeinde                | Stadtteil Stadtviertel | Adresse           | Bauzeit          | Besonderheiten |
| ---- | -------------------- | ----------------------- | ---------------------- | ----------------- | ---------------- | --- |
|      | St. Johannes Baptist | Pastoralverbund Herford | Neustadt               | Komturstraße 4a   | 1750 und 1890/91 | |
|      | Maria Frieden        | Pastoralverbund Herford | Neustädter Feldmark    | Lübberlindenweg 4 | 1953–1955        | |
|      | St.-Josef-Kirche     | Pastoralverbund Herford | Elverdissen            | Durlacher Weg     | 1957             | Filialkirche von St. Johannes Baptist Die Kirche wird seit Januar 2023 nicht mehr genutzt und soll verkauft werden (Stand: August 2023). |
|      | St. Paulus           | Pastoralverbund Herford | Radewiger Feldmark     | Kiebitzstraße 3   | 1960–1963        | |

## Weitere christliche Gebäude
| Bild                                                                       | Name                           | Gemeinde                                                       | Stadtteil Stadtviertel | Adresse                                 | Bauzeit   | Besonderheiten                                                              |
| -------------------------------------------------------------------------- | ------------------------------ | -------------------------------------------------------------- | ---------------------- | --------------------------------------- | --------- | --------------------------------------------------------------------------- |
|                                                                            | Wolderuskapelle                | Griechisch-orthodoxe Gemeinde                                  | Altstadt               | Münsterkirchplatz 3                     | 1735      | seit 1962 als Nektarioskapelle Kirche der griechisch-orthodoxen Gemeinde    |
| Gemeindehaus Freie Evangeliums Christen Herford Bünder Fußweg 92, 2022.jpg | Gemeindehaus                   | Freie Evangeliums-Christen                                     | Radewiger Feldmark     | Bünder Fußweg 92                        |           | ehemaliges Evangelisches Volkeninghaus                                      |
|                                                                            | Bethaus                        | Evangeliums-Christengemeinde Herford                           | Radewiger Feldmark     | Kiebitzstraße 30                        |           | auch: Freikirchliche Gemeinde der Evangeliums-Christen in Herford e. V.     |
|                                                                            | Gemeindehaus                   | Freie evangelische Christengemeinde „Lebendige Hoffnung“ e. V. | Altstädter Feldmark    | Hohe Warth 7                            |           |                                                                             |
|                                                                            | Gemeindehaus                   | Missionswerk der Gemeinde Gottes e. V.                         | Radewiger Feldmark     | Zimmerstraße 3                          |           |                                                                             |
|                                                                            |                                | Christus Gemeinde Herford e. V.                                | Neustädter Feldmark    | Jungfernstraße 6                        |           |                                                                             |
|                                                                            | Gemeindehaus                   | Evangelisch-Freikirchliche Gemeinde Herford                    | Radewiger Feldmark     | Ravensberger Straße 11                  | 1953      | Baptisten                                                                   |
|                                                                            | Bethaus                        | Baptisten-Brüdergemeinde                                       | Altstädter Feldmark    | Lockhauser Straße 154                   |           | Evangeliumschristen-Baptisten, russisch-deutsche Gemeinde                   |
|                                                                            |                                | Gemeinde Jesu Christie                                         | Falkendiek             | Im Tiefental 33                         | vor 1912  | deutsch-russische bzw. kirgisische Kirchengemeinde, seit 2013 im Homberghof |
|                                                                            | Neuapostolische Kirche         | Neuapostolische Kirche, Gemeinde Herford                       | Altstädter Feldmark    | Hermannstraße 8                         | 1984–1987 |                                                                             |
|                                                                            |                                | Apostolische Gemeinschaft, Gemeinde Herford                    | Neustadt               | Komturstraße 39                         |           |                                                                             |
|                                                                            | Katholisch-apostolische Kirche | Katholisch-apostolische Gemeinde                               | Altstadt               | Renntorwallstraße 23                    | um 1880   | turmlose neuromanische Backsteinkirche                                      |
|                                                                            | Königreichssaal                | Zeugen Jehovas                                                 | Neustädter Feldmark    | Eimterstraße 32                         |           |                                                                             |
|                                                                            |                                | Adventgemeinde Herford                                         |                        | Bad Salzuflen-Ahmsen, Buschortstraße 29 |           | Freikirche der Siebenten-Tags-Adventisten                                   |

## Synagoge
| Bild | Name             | Gemeinde                                | Stadtteil Stadtviertel | Adresse         | Bauzeit   | Besonderheiten                                        |
| ---- | ---------------- | --------------------------------------- | ---------------------- | --------------- | --------- | ----------------------------------------------------- |
|      | Synagoge Herford | Jüdische Kultusgemeinde Herford-Detmold | Neustadt               | Komturstraße 23 | 2008–2010 | Neubau der 1938 zerstörten Synagoge aus dem Jahr 1852 |

## Moscheen
Bei den letzten beiden Gemeinden ist nicht bekannt, ob es sich um Moscheen oder um Gemeindezentren handelt.
Hinweis: Camii bedeutet Moschee.
| Bild | Name                   | Gemeinde                                                         | Stadtteil Stadtviertel | Adresse               | Bauzeit | Besonderheiten                                                                                     |
| ---- | ---------------------- | ---------------------------------------------------------------- | ---------------------- | --------------------- | ------- | -------------------------------------------------------------------------------------------------- |
|      | Merkez Camii           | Türkisch-Islamische Union der Anstalt für Religion e. V. (DITIB) | Radewiger Feldmark     | Bielefelder Straße 62 |         | |
|      | Fatih Camii            | Islamische Gemeinschaft Millî Görüş e. V.                        | Radewiger Feldmark     | Engerstraße 1         |         | |
|      | Mecidiye Camii Herford | Verein zur Förderung der Integration und Bildung e. V.           | Radewiger Feldmark     | Goltzstraße 2B        |         | 2006 eröffnet. Der Verein gehört zum Verband der Islamischen Kulturzentren e. V.                   |
|      | Assalam-Moschee        | Islamisches Zentrum Herford e. V.                                | Neustädter Feldmark    | Ahmser Straße 85      |         | 2004 eröffnet. Das Gebäude wurde 2011 erworben. Der arabische Verein gehört keinem Dachverband an. |
|      |                        | Ahmadiyya Muslim Jamaat                                          | Altstädter Feldmark    | Lockhauser Straße 4a  |         | Die Gemeinde wurde 1987 gegründet.                                                                 |

## Gebäude weiterer Glaubensgemeinschaften
| Bild | Name                         | Gemeinde                                        | Stadtteil Stadtviertel | Adresse               | Bauzeit | Besonderheiten |
| ---- | ---------------------------- | ----------------------------------------------- | ---------------------- | --------------------- | ------- | --- |
|      | Alevitisches Gemeindezentrum | Alevitische Gemeinde Herford und Umgebung e. V. | Radewiger Feldmark     | Goebenstraße 56       |         | Die Alevitischen Gemeinde in Herford wurde im Mai 2009 gegründet.                                                        |
|      | Jesidisches Gemeindezentrum  | Schilan-Gemeinde Bad Salzuflen e. V.            | Eickum                 | Diebrocker Straße 454 |         | Die jesidische Gemeinde hat das ehemalige Gasthaus im Juli 2022 gekauft und nach einer Renovierung Anfang 2024 eröffnet. |

Unter der Adresse Gabriele-Münter-Weg 36 b ist der Eziden Weltweit e. V. erreichbar.

## Ehemalige Sakralbauten

### Kirchen und Kapellen
| Bild                    | Name                   | Gemeinde                                    | Stadtteil Stadtviertel         | Adresse                       | Bauzeit         | Besonderheiten |
| ----------------------- | ---------------------- | ------------------------------------------- | ------------------------------ | ----------------------------- | --------------- | --- |
|                         | Nikolaikirche          |                                             | Altstadt                       | Alter Markt Ecke Gehrenberg   | um 1100         | Die Nikolaikirche war die Kirche der Händler und Kaufleute. Nachdem sie 1546 abgebrannt war, wurde der Turm weiter als Stadtturm für die Feuerwache genutzt. Zwischen 1850 und 1860 wurde auch er abgetragen. Die Glocke kam 1902 in die reformierte Petrikirche. |
| Lutherhaus Herford 2022 | Lutherhaus             | Herford Mitte                               | Radewiger Feldmark             | Oetinghauser Weg 6            | 1915            | Seit Anfang des 21. Jahrhunderts finden im Lutherhaus keine Gottesdienste mehr statt. Seitdem dient das Gebäude als Gemeinde- und Veranstaltungshaus. |
|                         | Neuapostolische Kirche | Herford-Nord                                | Neustädter Feldmark            | Alter Postweg 35              |                 | Kirchweihe am 23. November 1963; am 31. August 2005 Fusion mit der Neuapostolischen Gemeinde Herford-Mitte zur Gemeinde Herford am Standort Hermannstraße 8 Abbruch des Gebäudes im Jahr 2020. |
|                         | Kirche                 | Landeskirchliche Gemeinschaft e. V. Herford | Neustädter Feldmark            | Jahnstraße 8                  | vor 1875        | Die Gemeinschaft wurde 1895 gegründet und erwarb das Gebäude sowie ein Dreifamilienhaus an der Jahnstraße im Jahr 1921. Da sie Anfang 2024 nur noch aus weniger als 20 Mitgliedern bestand, wurden die Gebäude an den Bonitas-Gründer Lars Uhlen verkauft. |
|                         | Klosterkirche          | Augustiner-Eremiten                         | Altstadt                       | Brüderstraße                  | 1280–1300       | Die Klosterkirche war eine dreijochige Saalkirche. Die vermutlich der heiligen Maria geweihte Klosterkirche wurde nach der Aufhebung des Augustiner-Eremitenklosters 1540 zweigeteilt. Der östliche Teil wurde Schulkirche, der westliche Speicher. Seit 1692 diente der westliche Teil als evangelisch-reformierte Pfarrkirche. Er wurde 1772, die Schulkirche 1806 abgebrochen. 2017 wurden bei Ausschachtungsarbeiten Reste der Nordmauer der Kirche gefunden. |
|                         | Süsternkapelle         | Augustinerinnen                             | Neustadt                       | Holland                       | 15. Jahrhundert | Die spätgotische Kapelle wurde 1518 geweiht. Der heute an der Straße „Holland“ zu sehende Wandüberrest der spätgotischen Süsternkapelle bildete einen Teil der Nordwand der Kapelle. |
|                         | Laurentiuskapelle      |                                             | Radewiger Feldmark             | Jöllenbecker Weg              |                 | Nach 1350 lag am Jöllenbecker Weg, der damals noch weiter in Richtung Westen bis zur Stadtgrenze verlief, die Laurentiuskapelle mit dem Pestfriedhof. |
|                         | Michaeliskapelle       |                                             | Neustädter Feldmark, Stiftberg | Luttenberg                    |                 | Nach Ansicht verschiedener Historiker soll sich schon in vorchristlicher Zeit auf der hügelförmigen Kuppe des Berges eine Kultstätte oder ein germanisches Heiligtum befunden haben. Nach der Christianisierung soll an gleicher Stelle eine Michaeliskapelle errichtet worden sein, die vermutlich noch bis in das 13. Jahrhundert existierte. |
|                         | Siechenkapelle         |                                             | Neustädter Feldmark            | Marienstraße/ Mindener Straße |                 | Unterhalb der Marienstraße befand sich das Siechenhaus mit der Siechenkapelle, wo die Aussätzigen Obhut fanden. Die Siechenkapelle bestand bis 1809. |

### Klöster
| Bild | Name                        | Orden                                                              | Stadtteil Stadtviertel         | Adresse                       | Gründung            | Besonderheiten |
| ---- | --------------------------- | ------------------------------------------------------------------ | ------------------------------ | ----------------------------- | ------------------- | --- |
|      | Augustiner-Eremiten-Kloster | Augustiner                                                         | Altstadt                       | Brüderstraße                  | 11./12. Jahrhundert | Aufhebung 1540 |
|      | Fraterhaus                  | Brüder vom gemeinsamen Leben                                       | Neustadt                       | Holland                       | 1428                | Das Fraterhaus bestand bis 1801, seit 1525 als lutherische Einrichtung. |
|      | Franziskanerkloster         | Franziskaner                                                       | Altstadt                       | Waisenhausstraße/ Mönchstraße | 1286                | Nach der Reformation wechselten die Mönche von der katholischen zur deutschen protestantischen Messe. 1626 hatten die meisten Mönche das Kloster verlassen. |
|      | Süsternhaus                 | Augustinerinnen, Schwestern vom gemeinsamen Leben                  | Neustadt                       | Holland                       | 1449                | Aufhebung vor 1579 |
|      | Klarissenkloster            | Klarissen                                                          | Altstadt                       | Clarenstraße                  | 1389                | Die Klosteranlage bestand vermutlich aus einer kleinen Kapelle, einem Wohngebäude, Wirtschaftsgebäuden und einem Garten. Mit der Reformationszeit kam das Ende des Klarissenklosters. Die Klarissen waren eng mit den Beginen verbunden. |
|      | Beginenhof                  | Beginen                                                            | Altstadt                       |                               |                     | Aufhebung 1540 |
|      |                             | Franziskanerinnen von der Heiligen Familie Jesus, Maria und Joseph |                                |                               | 4. November 1864    | Josephine Termehr (Mutter Xavier) war seit 1860 in Herford, wo sie den Orden am 4. November 1864 gründete. 1875 mussten die 28 Franziskanerinnen Herford verlassen und siedelten nach Iowa City in die Vereinigten Staaten über. |
|      | Komturei                    | Johanniter                                                         | Neustadt                       | Komturstraße 4a               | 13. Jahrhundert     | Im 13. Jahrhundert wurde in der Komturstraße die Komturei des Johanniterordens errichtet, später nannten sie sich Malteserritter. Während sich fast alle anderen Klöster nach Einführung der Reformation in Herford auflösten und die Häuser anderen Bestimmungen zugeführt wurden, wurde die Komturei zur Keimzelle der katholischen Gemeinde in Herford. Das ehemalige Komturei-Gebäude mit seinem Renaissanceportal in der Komturstraße 4a ist das älteste Steinhaus der Stadt. Es liegt in der Nähe der katholischen Kirche St. Johannes Baptist. |
|      | Stift auf dem Berge         |                                                                    | Neustädter Feldmark, Stiftberg | Stiftbergstaße                | 11. Jahrhundert     | Das Stift auf dem Berge war ein im 11. Jahrhundert gegründetes Nonnenkloster, ehe es im Spätmittelalter in ein Damenstift umgewandelt wurde. |
|      | Frühherrenhaus              |                                                                    | Neustadt                       | Petersilienstraße 3a          | 1591                | Das Frühherrenhaus wurde für den Dechanten des dortigen Kollegiatstifts St. Dionysius (Stift Enger) gebaut. Die Stiftsherren wurden im Volksmund „Frühherren“ genannt, weil es ihre Aufgabe war, die Frühmesse zu lesen. |